# Schrähbachbrücke
Die Schrähbachbrücke ist eine Strassenbrücke in Innerthal im Kanton Schwyz. Sie führt die am Ufer des Wägitalersees verlaufende Strasse über eine Bucht, in die der Schrähbach mündet.

## Geschichte
Die 1924 fertiggestellte Brücke wurde vom Berner Bauingenieur Robert Maillart geplant und von Prader & Cie., Zürich und F. Favetto aus Brunnen gebaut. Wegen Frostschäden wurden 1933 die Lücken zwischen den Stäben zugemauert. Die Brücke sollte durch ein vom Volk 2009 gutgeheissenes Neubauprojekt ersetzt werden, das das Erscheinungsbild der ursprünglichen Brücke wiederhergestellt hätte. Dagegen wehrten sich der Schwyzer Heimatschutz, der Schweizerische Ingenieur- und Architektenverein und der Bund Schweizer Architektinnen und Architekten (BSA). Im Jahr 2019 wurde ein Vorprojekt für die Sanierung der bestehenden Brücke mit einer Verbreiterung der Fahrbahn auf 3,2 Meter und einer Erhöhung der Traglast von 18 auf 40 Tonnen erarbeitet. Die Brücke wurde 2019 mit Regierungsratsbeschluss Nr. 629 als Objekt von nationaler Bedeutung in das Kantonale Schutzinventar (KSI) aufgenommen.

## Konstruktion
Die Brücke ist als versteifte Stabbogenbrücke konzipiert. Ein schlanker Bogen nimmt die Längskräfte auf, die Fahrbahnplatte die Biegemomente, ähnlich dem Versteifungsträger einer Hängebrücke. Durch den schlanken Bogen konnten auch Kosten bei der Lehrgerüsterstellung eingespart werden.